# Saint-Sauveur, Vienne
Saint-Sauveur är en kommun i departementet Vienne i regionen Nouvelle-Aquitaine i västra Frankrike. Kommunen ligger i kantonen Châtellerault-Nord som tillhör arrondissementet Châtellerault. År 2018 hade Saint-Sauveur 1 045 invånare.

## Befolkningsutveckling
Antalet invånare i kommunen Saint-Sauveur
| Referens: INSEE |